# 上野若元
上野 若元（うえの じゃくげん、1668年〈寛文8年〉 - 1744年6月29日〈延享元年5月19日〉）は、江戸時代中期の画家。長崎漢画派のひとり。
旧姓を小川。名は道英、字は蘭栄、癡翁・崋山と号した。河村若元とも称する。山本若麟は実子。
学問を好み、特に歴史に通じていた。佐賀藩鍋島綱茂の側近として仕え藩主が没すると画家と製鐔（刀鍔の製作）を生業とした。
河村若芝に逸然伝授の北宗画風の漢画と木庵伝授の鍔細工の技法を学んだ。鍔に「崋山若芝」と記名したので師の若芝と混同されやすい。

## 出典

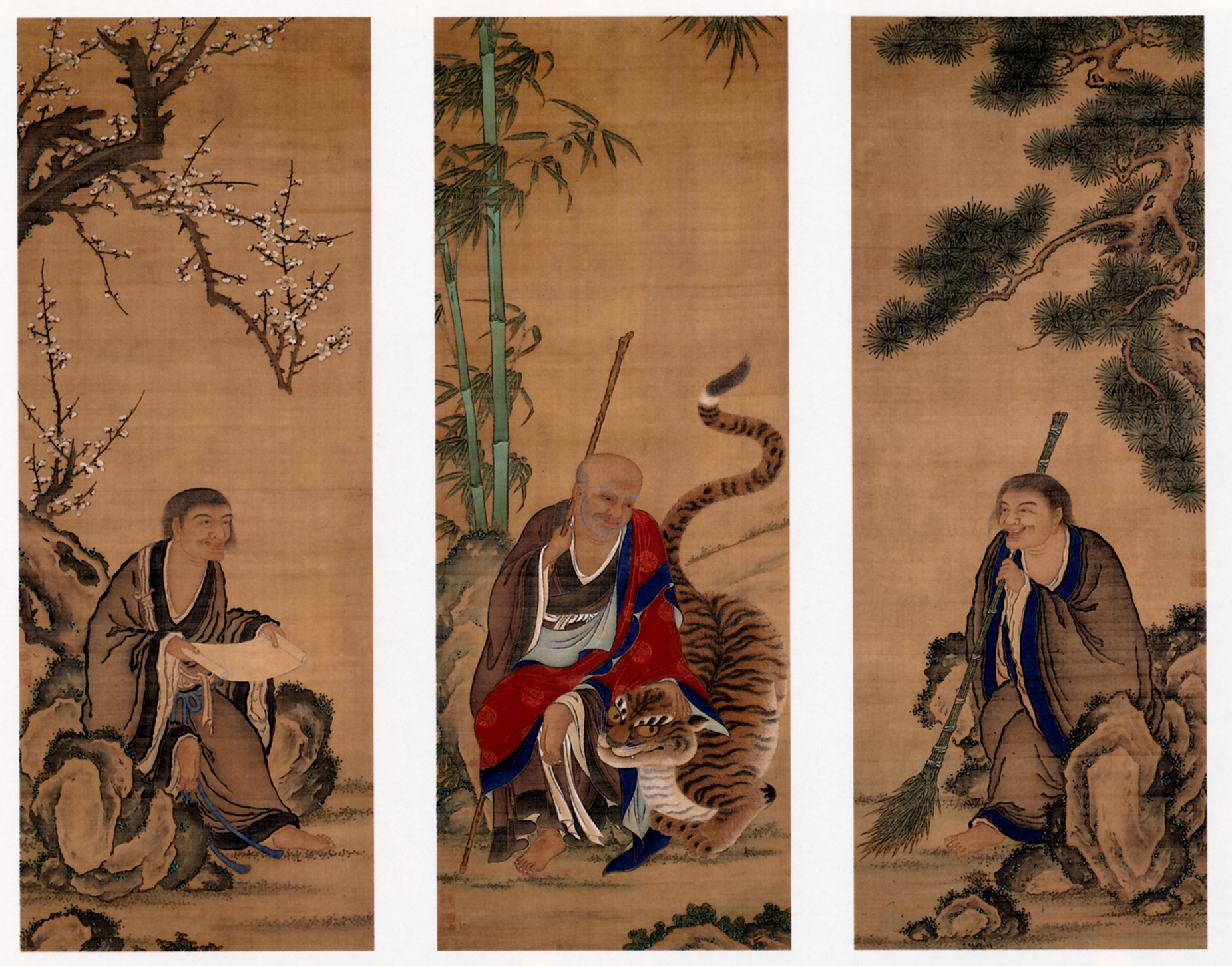
豊干寒山拾得図 若元筆 絹本着色